# God's Gonna Cut You Down
〈God's Gonna Cut You Down〉, 다른 이름으로 〈Run On〉, 〈Run On for a Long Time〉은 미국의 민요다. 수를 헤아리기 힘들 정도의 가수들에 의해 불렸고, 또한 굉장히 많은 장르를 통해 변주되었다. 가사는 죄인이 얼마나 부심을 하든 신의 심판을 피하지는 못한다는 것이다.
곡이 생긴 이래로 컨트리, 포크, 복음성가, 심지어는 테크노, 블랙 메탈에까지 접목되었다. 곡을 부른 대표적인 이로 오데타(《Odetta Sings Ballads and Blues》, 1956)와 조니 캐시(《American V: A Hundred Highways》, 2006)가 있으며, 또 엘비스 프레슬리 역시 불렀다.
1949년 빌 랜드포트 & 더 랜드포데어스라는 그룹이 이 곡을 취입한 적 있는데, 이것을 1999년 모비가 곡 〈Run On〉에 샘플링해 갖다 썼다.

## 조니 캐시판
조니 캐시가 2003년 본 곡을 《American V: A Hundred Highways》에다 취입한 바 있으며, 이 판의 편곡은 종래의 복음성가판 녹음과는 사뭇 다르다. 2016년 1월을 기해 최소 672,000장이 팔린 것으로 조사되었다.
뮤직비디오는 토니 케이 연출로, 2006년 말에 제작되었다. 오롯이 흑백으로만 촬영되었으며, 수많은 연예인들이 출연하고 있다. 그 이름을 나열하자면 데이비드 앨런 코, 퍼트리샤 아켓, 트래비스 바커, 피터 블레이크, 보노, 셰릴 크로, 조니 뎁, 딕시 칙스, 플리, 빌리 기번스, 우피 골드버그, 데니스 호퍼, 테런스 하워드, 제이지, 믹 존스, 키드 록, 앤서니 키디스, 크리스 크리스토퍼슨, 에이미 리, 애덤 리바인, 셸비 라인, 크리스 마틴, 케이트 모스, 그레이엄 내시, 비지 필립스, 이기 팝, 리사 마리 프레슬리, 큐팁, 커린 베일리 레이, 키스 리처즈, 크리스 록, 릭 루빈, 패티 스미스, 샤론 스톤, 저스틴 팀버레이크, 카니예 웨스트, 브라이언 윌슨, 오언 윌슨 이상.
폭스 TV의 시리즈물 《고담》의 한 에피소드 〈What the Little Birdie Told Him〉의 서막에서 이 판이 깔리고 있다. NBC의 시리즈물 《더 블랙리스트》의 에피소드 〈The Director: Conclusion〉 및 CBC의 시리즈물 《리퍼블릭 오브 도일》의 에피소드 〈The Special Detective〉에서도 등장되고 있다.
《배틀필드 3》의 싱글플레이어 광고에도 출연했고, 《배틀필드 1》의 게임스컴판 시연 트레일러에서는 닌자 트랙이 리믹스한 판이 사용되고 있다.
《톰 클랜시의 스플린터 셀: 컨빅션》의 런치 트레일러에서도 사용되었다.
《프로스트펑크》 공식 트레일러에서도 써졌다.

## 그 밖의 커버
1949년 12월 15일, 빌 랜드포드 & 더 랜드포데어스가 〈Run On for a Long Time〉을 곡명으로 해서 녹음했다.
미국의 가수, 민권운동가 오데타가 19세기 부흥회의 설교조를 빌려와 이 곡을 녹음했다.
록 가수 마릴린 맨슨이 헤븐즈 업사이드 투어에서 실연했다.
2016년 영화 《더 할로우 포인트》의 종막에 삽입된 케비 로뱃의 커버가 사운드트랙으로 출시되었다.
엘비스 프레슬리도 커버했고, 또한 아웃테이크도 남아 있어 FTD판 《How Great Thou Art》를 비롯해 많은 앨범에서 찾아볼 수 있다.
바비 젠트리가 〈Sermon〉으로 이름하여 1968년 앨범 《The Delta Sweete》에 취입했다.
퍼큐리 레브가 예의 젠트리의 앨범을 재녹음했으며, 이 과정에서 〈Sermon〉 보컬은 마고 프라이스가 맡게 되었다.